# Тиокетоны

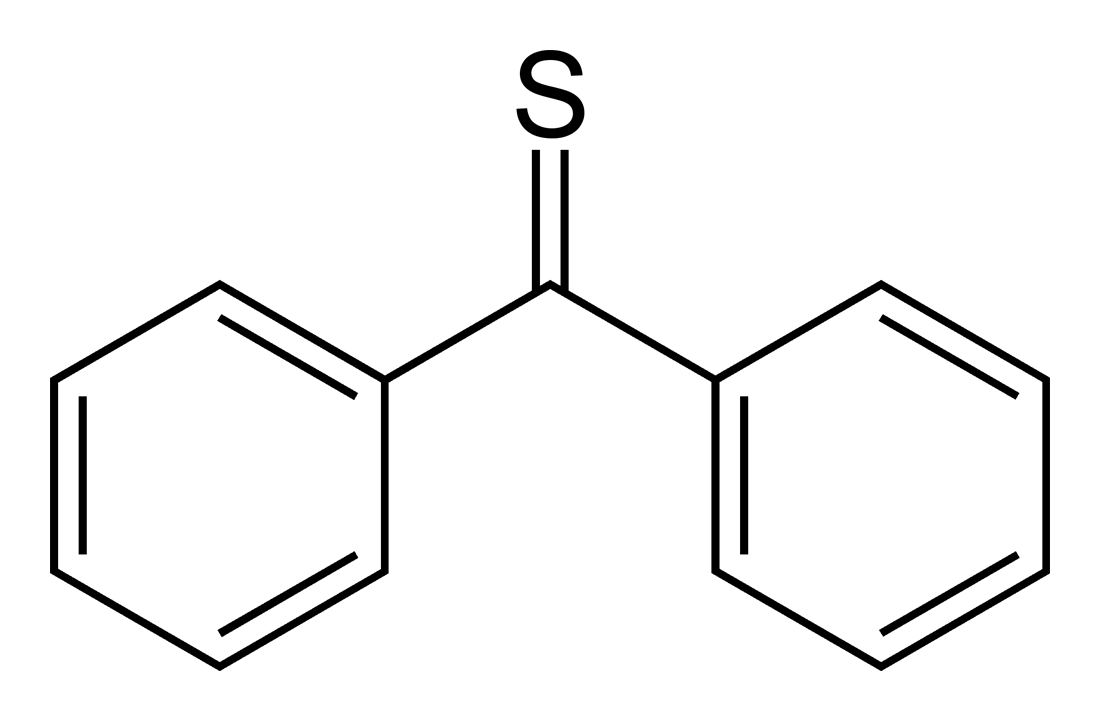
Тиобензофенон

Тиокето́ны (тионы) — тиокарбонильные аналоги кетонов, в которых карбонильный кислород замещен двухвалентной серой, с общей формулой R'R''C=S, где R — углеводородные радикалы.
Полярность связи С=S ниже, а поляризуемость выше, чем у связи С=O кетонов, поляризуемость обуславливает и поглощение тиокарбонильной группы в видимом спектре: многие алифатические тиокетоны окрашены в жёлтый цвет, ароматические за счёт сопряжения имеют более глубокую окраску.

## Номенклатура
В соответствии с правилами именования IUPAC тиокетоны именуются аналогично кетонам, при этом используется суффикс «тион», так, например, тиоаналог метилэтилкетона CH3C(S)C2H5 именуется метилэтилтион.
При именовании полифункциональных соединений, содержащих тиокетонные заместители, для обозначения тиокарбонильной функции используется префикс тионо- или тиоксо-, например, CH3C(S)CH2CH2C6H4COOH — (3-тионобутил)бензойная кислота.
Тривиальные названия некоторых тиокетонов происходят от названия соответствующего кетона с префиксом тио-, например, тиоацетон CH3C(S)CH3.

## Химические свойства
Многие алифатические тиокетоны неустойчивы и при нормальных условиях полимеризуются с образованием циклических димеров (1,3-дитиетанов) тримеров (1,3,5-тритиетанов) и полимеров линейного строения (-CRR'-S-)n; для многих таких аддуктов возможна термическая деполимеризация.
Тиокетоны, подобно кетонам, с нуклеофильными агентами (вода, спирты, амины) образуют продукты присоединения по тиокарбонильному атому углерода:
RC(S)R' + HX {\displaystyle \to } RR’C(SH)X
X = OH, OR'', NHR''
Тиокетоны, у которых тиокарбонильная группа сопряжена с двойной связю или ароматическим ядром (ароматические, гетероциклические и β-функциональные α,β-ненасыщенные тиокетоны), как правило устойчивы при нормальных условиях.

## Тион-ентиольная и валентнаятаутомерия

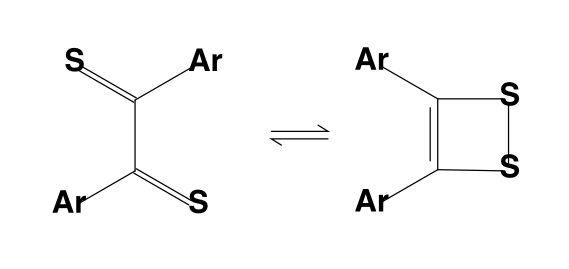
Валентная таутомерия 1,2-дитион — 1,2-дитиациклобутен, Ar= p- C_{6}H_{4}NMe_{2}

Тиокетоны способны к тион-ентиольной таутомерии:
RCH2CR'=S {\displaystyle \to } RCH=CR’SH
Содержание в равновесной смеси ентиольных таутомеров изменяется от ~ 0 % для тиоацетона, тиокамфоры, 3,3-диметилбутантиона-2 до ~ 100 % для циклогексантиона и тиоментона.
Для 1,3-тиоксокетонов RC(S)CHR1C(O)R2 возможны две таутомерные формы: енольная RC(S)CR1=CR2OH и ентиольная HSRC=CR1C(O)R2, как и в случае 1,3-дикарбонильных соединений такие таутомеры в цис-ентиольной или енольной формах могут стабилизироваться за счёт образования хелатной водородной связи протона гидроксильной или тиольной группы с соседним тиокарбонилом или карбонилом соответственно, при этом водородная связь замыкает шестичленный хелатный цикл.
В растворах многих 1,3-тиоксокетонов протонный обмен между атомами кислорода и серы происходит настолько быстро, что в спектрах протонного магнитного резонанса присутствует сигнал единственной «промежуточной» между цис-ентиольной и цис-енольной формами частицы.
Ентиольные таутомеры с электрофилами реагируют (в частности, алкилируются алкилгалогенидами) по SH-группе енольной формы:
RCH=CR’SH + R''Hal {\displaystyle \to } RCH=CR’SR''
Для некоторых 1,2-дитионов наблюдается валентная таутомерия 1,2-дитион ↔ 1,2-дитиациклобутен. Так, например, 4,4'-бис(диметиламино)дитиобензил в твердом виде представлен исключительно транс-1,2-дитионной формой, а в растворах — смесью 1,2-дитионной и 1,2-дитиациклобутеновой форм.

## Синтез
Тиокетоны, подобно тиоальдегидам, могут быть синтезированы тионированием кетонов и азометинов действием H2S, P4S10 и других осерняющих агентов. Так, ацетон тионируется как сероводородом в присутствии соляной кислоты, так и пентасульфидом фосфора, образуя in situ, соответственно, тример и димер.
Другой общий метод синтеза тиокетонов — отщепление сероводорода от гем-дитиолов, которые, в свою очередь, могут быть получены из соответствующих гем-дигалогенидов действием гидросульфида натрия:
RR’CHal2 + 2 NaSH {\displaystyle \to } RR’C(SH)2 + 2 NaCl
RR’C(SH)2 {\displaystyle \to } RR’C=S + H2S
В случае бензофенондихлорида (Ph)2CCl2 образование отщепление сероводорода от гем-дитиола и образование тиобензофенона идет in situ, при обработке дихлорида гидросульфидом натрия.
Тиокетоны также могут быть получены конденсацией Клайзена с участием сложных эфиров тионовых кислот (O-эфиров тиокарбоновых кислот) RC(S)OR:
RC(O)CH2R' {\displaystyle \to } RC(O)CH−R'
RC(O)CH-R' + RC(S)OR'' {\displaystyle \to } RC(O)CHR’C(S)R + R''O-